# Cymothoe kinugnana
Cymothoe kinugnana är en fjärilsart som beskrevs av Smith 1889. Cymothoe kinugnana ingår i släktet Cymothoe och familjen praktfjärilar. Inga underarter finns listade i Catalogue of Life.